# Triplaris americana
A Triplaris americana é uma espécie de árvore que serve de abrigo para as formigas da espécie Pseudomyrmex triplarinus.